# I Cry
Pour les articles homonymes, voir Cry.
Singles de Flo Rida
Let It Roll
(2012) Troublemaker
(2012)
I Cry est une chanson du rappeur américain Flo Rida sortie en 2012 sous format numérique. C'est le cinquième single extrait de son quatrième album studio, Wild Ones (2012). La chanson produite par soFLY & Nius et The Futuristics reprend le sample du duo de DJs et compositeurs néerlandais Bingo Players, Cry (Just a Little) (2011) ; eux-mêmes inspiré de Piano in the Dark de la chanteuse Brenda Russell. Le single atteint la première place dans le classement norvégien le 1er septembre 2012.

## Liste des pistes
- Téléchargement numérique

1. I Cry – 3:42

- CD single

1. I Cry
2. Whistle (Jakob Lido remix)

## Classement et certification
| Classement (2012)                  | Meilleure position |
| ---------------------------------- | ------------------ |
| Allemagne (Media Control AG)       | 10                 |
| Australie (ARIA)                   | 3                  |
| Autriche (Ö3 Austria Top 40)       | 6                  |
| Belgique (Flandre Ultratip 100)    | 8                  |
| Belgique (Wallonie Ultratip 50)    | 19                 |
| Brésil (Hot 100)                   | 13                 |
| Canada (Hot 100)                   | 9                  |
| Danemark (Tracklisten)             | 8                  |
| États-Unis (Hot 100)               | 6                  |
| États-Unis (Pop Airplay)           | 4                  |
| États-Unis (Rap Songs)             | 1                  |
| États-Unis (Dance Club Songs)      | 42                 |
| États-Unis (Adult Pop Songs)       | 37                 |
| Finlande (Suomen virallinen lista) | 1                  |
| France (SNEP)                      | 9                  |
| Hongrie (Dance Top 40)             | 10                 |
| Hongrie (Rádiós Top 40)            | 10                 |
| Hongrie (Single Top 40)            | 5                  |
| Irlande (IRMA)                     | 12                 |
| Israël (Media Forest)              | 5                  |
| Norvège (VG-lista)                 | 1                  |
| Nouvelle-Zélande (RMNZ)            | 4                  |
| Pays-Bas (Single Top 100)          | 40                 |
| Tchéquie (IFPI Rádio)              | 7                  |
| Roumanie (Top 100)                 | 8                  |
| Royaume-Uni (UK Singles Chart)     | 3                  |
| Royaume-Uni (UK R&B Chart)         | 1                  |
| Slovaquie (IFPI Rádio)             | 6                  |
| Suède (Sverigetopplistan)          | 17                 |
| Suisse (Schweizer Hitparade)       | 9                  |

| Pays                             | Certifications        | Ventes               |
| -------------------------------- | --------------------- | -------------------- |
| Allemagne (German Singles Chart) | Or                    | 150 000              |
| Australie (ARIA)                 | 3 × Platine           | 210 000              |
| Canada (CRIA)                    | 2 × Platine           | 160 000              |
| Danemark (IFPI)                  | 2 × Platine Streaming | 3 600 000 diffusions |
| Nouvelle-Zélande (RIANZ)         | Platine               | 15 000               |
| Suisse (Schweizer Hitparade)     | Platine               | 30 000               |

## Historique de sortie
| Pays        | Date              | Format                   | Label                                   |
| ----------- | ----------------- | ------------------------ | --------------------------------------- |
| États-Unis, | 18 septembre 2012 | Airplay radio            | Poe Boy Entertainment, Atlantic Records |
| États-Unis, | 18 septembre 2012 | Airplay radio            | Poe Boy Entertainment, Atlantic Records |
| Pays-Bas    | 21 octobre 2012   | Téléchargement numérique | Poe Boy Entertainment, Atlantic Records |
| Allemagne   | 2 novembre 2012   | CD single                |                                         |